# Birmingham City Football Club
El Birmingham City Football Club és un club de futbol anglès, de la ciutat de Birmingham, a West Midlands. Va ser fundat el 1875 i actualment juga a la Football League Championship anglesa.

## Història
El Birmingham City F.C. fou fundat el 1875 amb el nom Small Heath Alliance. El 1888 va passar a anomenar-se Small Heath i el 1905 Birmingham F.C.. El 1945 es va tornar a canviar per l'actual Birmingham City F.C.
La seva millor època va ser durant els anys seixanta arribant a dues finals consecutives de la Copa de Fires el 1960 i el 1961 perdent contra el FC Barcelona i l'AS Roma. No va ser fins gairebé 50 anys després, en la temporada 2010-2011, que el club va aconseguir un trofeu a nivell nacional com la Copa de la lliga (Actualment nomenada Carabao Cup per raons de patrocini) al guanyar 2-1 a l'Arsenal FC que era el gran favorit per guanyar-la.
El seu màxim rival és l'Aston Villa amb qui disputa el derbi de la ciutat de Birmingham.

## Palmarès

### Torneigs nacionals
- Copa de la Lliga (2): 1962-63, 2010-11
- Football League Second Division/Football League First Division (2a divisió) (5): 1882-83, 1920-21, 1947-48, 1954-55, 1994-95
- Football League Trophy (2): 1990-91, 1994-95

### Torneigs internacionals
- Subcampió de la Copa de Fires (2): 1958-60, 1960-61